# Boulder (Colorado)
Boulder je americké město a správní centrum stejnojmenného okresu ve státě Colorado. Je 12. nejlidnatějším městem v Coloradu a 289. nejlidnatějším městem ve Spojených státech. Leží v podhůří Skalnatých hor 40 kilometrů severozápadně od Denveru.
V březnu 2021 došlo ve městě k masové střelbě, při níž střelec zavraždil deset osob včetně jednoho policisty.

## Školství
Nachází se tu státní univerzita University of Colorado at Boulder založená v roce 1876, která má přes 28 000 studentů.

## Osobnosti
- Emily Harrington (* 1986), vicemistryně světa ve sportovním lezení
- George Uhlenbeck (1900-1988), fyzik nizozemského původu
- Jessica Bielová (* 1982), herečka
- Margo Hayes (* 1998), mistryně USA ve sportovním lezení
- Jiří Ryšavý (* 1954 v Praze), od roku 1988 žije ve městě a založil zde svou firmu Gaia, Inc.